# Vasignyella ovicellata
Vasignyella ovicellata is een mosdiertjessoort uit de familie van de Catenicellidae. De wetenschappelijke naam van de soort is voor het eerst geldig gepubliceerd in 2007 door Vieira, Gordon & Correia.